# Tour de Catalogne 1977
Le Tour de Catalogne 1977 est la 57e édition du Tour de Catalogne, une course cycliste par étapes en Espagne. L’épreuve se déroule sur 7 étapes du 7 au 14 septembre 1977 sur un total de 1 175,9 km. Le vainqueur final est le Belge Freddy Maertens de l’équipe Velda-Flandria-Latina, devant Johan De Muynck et Joop Zoetemelk.

## Étapes
| Étape | Date         | Parcours                            | km    | Vainqueur d’étape        | Leader du classement général |
| ----- | ------------ | ----------------------------------- | ----- | ------------------------ | ---------------------------- |
| P     | 7 septembre  | Sitges – Sitges (clm)               | 4,2   | Freddy Maertens          | Freddy Maertens              |
| 1     | 8 septembre  | Sitges – Balaguer                   | 213,6 | Freddy Maertens          | Freddy Maertens              |
| 2     | 9 septembre  | Montgai – Col de la Botella (AND)   | 150,9 | José Enrique Cima        | José Enrique Cima            |
| 3a    | 10 septembre | Oliana – Manresa                    | 114,6 | Eddy Vanhaerens          | José Enrique Cima            |
| 3b    | 10 septembre | Manresa - Barcelone                 | 78,8  | Freddy Maertens          | José Enrique Cima            |
| 4a    | 11 septembre | Ciutadella - El Toro                | 38,9  | Joop Zoetemelk           | José Enrique Cima            |
| 4b    | 11 septembre | Es Mercadal - Maó                   | 92,1  | Freddy Maertens          | José Enrique Cima            |
| 5     | 12 septembre | Montcada i Reixac - Alt del Mas Nou | 165,6 | Johan De Muynck          | Johan De Muynck              |
| 6     | 13 septembre | Platja d'Aro – La Garriga           | 181,4 | Enrique Martínez Heredia | Johan De Muynck              |
| 7a    | 14 septembre | La Garriga – Granollers (clm)       | 26,0  | Freddy Maertens          | Freddy Maertens              |
| 7b    | 14 septembre | Granollers – Sitges                 | 109,8 | Giuseppe Perletto        | Freddy Maertens              |

### Prologue[1]
07-09-1977: Sitges – Sitges, 4,2 km. (clm):
|   | Cycliste        | Équipe                | Temps      |
| - | --------------- | --------------------- | ---------- |
| 1 | Freddy Maertens | Velda-Flandria-Latina | 5 min 23 s |
| 2 | Johan De Muynck | Brooklyn              | + 2 s      |
| 3 | Pedro Vilardebo | Teka                  | + 10 s     |

|   | Cycliste        | Équipe                | Temps      |
| - | --------------- | --------------------- | ---------- |
| 1 | Freddy Maertens | Velda-Flandria-Latina | 5 min 23 s |
| 2 | Johan De Muynck | Brooklyn              | + 2 s      |
| 3 | Pedro Vilardebo | Teka                  | + 10 s     |

### 1reétape[2]
08-09-1977: Sitges – Balaguer, 213,6:
|   | Cycliste           | Équipe                | Temps           |
| - | ------------------ | --------------------- | --------------- |
| 1 | Freddy Maertens    | Velda-Flandria-Latina | 6 h 10 min 43 s |
| 2 | Sean Kelly         | Velda-Flandria-Latina | m.t.            |
| 3 | Jesús Suárez Cueva | Teka                  | m.t.            |

|   | Cycliste        | Équipe                | Temps           |
| - | --------------- | --------------------- | --------------- |
| 1 | Freddy Maertens | Velda-Flandria-Latina | 6 h 16 min 06 s |
| 2 | Johan De Muynck | Brooklyn              | + 2 s           |
| 3 | Pedro Vilardebo | Teka                  | + 10 s          |

### 2eétape[3]
09-09-1977: Montgai – Col de la Botella (AND), 150,9 km :
|   | Cycliste          | Équipe | Temps           |
| - | ----------------- | ------ | --------------- |
| 1 | José Enrique Cima | Kas    | 4 h 51 min 47 s |
| 2 | Manuel Esparza    | Teka   | + 9 s           |
| 3 | Pedro Vilardebo   | Teka   | + 13 s          |

|   | Cycliste          | Équipe                | Temps            |
| - | ----------------- | --------------------- | ---------------- |
| 1 | José Enrique Cima | Kas                   | 11 h 08 min 05 s |
| 2 | Johan De Muynck   | Brooklyn              | + 5 s            |
| 3 | Freddy Maertens   | Velda-Flandria-Latina | + 15 s           |

### 3eétape A[4]
10-09-1977: Oliana – Manresa, 114,6 km :
| Resultat de la 3e étape A \| \| Cycliste \| Équipe \| Temps \| \| - \| ------------------ \| --------------------- \| --------------- \| \| 1 \| Eddy Vanhaerens \| Ebo-Superia \| 3 h 02 min 27 s \| \| 2 \| Giovanni Mantovani \| Brooklyn \| m.t. \| \| 3 \| Sean Kelly \| Velda-Flandria-Latina \| m.t. \| |                    |                       |                 |
| | Cycliste           | Équipe                | Temps           |
| 1 | Eddy Vanhaerens    | Ebo-Superia           | 3 h 02 min 27 s |
| 2 | Giovanni Mantovani | Brooklyn              | m.t.            |
| 3 | Sean Kelly         | Velda-Flandria-Latina | m.t.            |

### 3eétape B[4]
10-09-1977: Manresa - Barcelone, 78,8 km :
|   | Cycliste         | Équipe                | Temps           |
| - | ---------------- | --------------------- | --------------- |
| 1 | Freddy Maertens  | Velda-Flandria-Latina | 2 h 12 min 48 s |
| 2 | Miguel Mari Lasa | Teka                  | m.t.            |
| 3 | Sean Kelly       | Velda-Flandria-Latina | m.t.            |

|   | Cycliste          | Équipe                | Temps            |
| - | ----------------- | --------------------- | ---------------- |
| 1 | José Enrique Cima | Kas                   | 16 h 23 min 20 s |
| 2 | Johan De Muynck   | Brooklyn              | + 5 s            |
| 3 | Freddy Maertens   | Velda-Flandria-Latina | + 15 s           |

### 4eétape A[5]
11-09-1977: Ciutadella - El Toro, 38,9 km :
| Résultat de la 4e étape A \| \| Cycliste \| Équipe \| Temps \| \| - \| ----------------- \| ----------------------- \| --------------- \| \| 1 \| Joop Zoetemelk \| Miko-Mercier-Hutchinson \| 1 h 06 min 33 s \| \| 2 \| José Enrique Cima \| Kas \| + 12 s \| \| 3 \| Johan De Muynck \| Brooklyn \| m.t. \| |                   |                         |                 |
| | Cycliste          | Équipe                  | Temps           |
| 1 | Joop Zoetemelk    | Miko-Mercier-Hutchinson | 1 h 06 min 33 s |
| 2 | José Enrique Cima | Kas                     | + 12 s          |
| 3 | Johan De Muynck   | Brooklyn                | m.t.            |

### 4eétape B[5]
11-09-1977: Es Mercadal - Maó, 92,1 km :
|   | Cycliste           | Équipe                | Temps           |
| - | ------------------ | --------------------- | --------------- |
| 1 | Freddy Maertens    | Velda-Flandria-Latina | 2 h 38 min 36 s |
| 2 | Giovanni Mantovani | Brooklyn              | m.t.            |
| 3 | Eddy Vanhaerens    | Ebo-Superia           | m.t.            |

|   | Cycliste          | Équipe                  | Temps            |
| - | ----------------- | ----------------------- | ---------------- |
| 1 | José Enrique Cima | Kas                     | 16 h 23 min 20 s |
| 2 | Johan De Muynck   | Brooklyn                | + 5 s            |
| 3 | Joop Zoetemelk    | Miko-Mercier-Hutchinson | m.t.             |

### 5eétape[6]
12-09-1977: Montcada i Reixac - Alt del Mas Nou, 165,2 km :
|   | Cycliste        | Équipe                  | Temps           |
| - | --------------- | ----------------------- | --------------- |
| 1 | Johan De Muynck | Brooklyn                | 4 h 28 min 12 s |
| 2 | Juan Pujol      | Kas                     | + 2 s           |
| 3 | Joop Zoetemelk  | Miko-Mercier-Hutchinson | + 13 s          |

|   | Cycliste        | Équipe                  | Temps            |
| - | --------------- | ----------------------- | ---------------- |
| 1 | Johan De Muynck | Brooklyn                | 24 h 36 min 58 s |
| 2 | Joop Zoetemelk  | Miko-Mercier-Hutchinson | + 13 s           |
| 3 | Freddy Maertens | Velda-Flandria-Latina   | + 31 s           |

### 6eétape[6]
13-09-1977: Platja d'Aro – La Garriga, 181,4 km :
|   | Cycliste                 | Équipe                | Temps           |
| - | ------------------------ | --------------------- | --------------- |
| 1 | Enrique Martínez Heredia | Kas                   | 5 h 05 min 32 s |
| 2 | José Luis Viejo          | Kas                   | + 2 s           |
| 3 | Sean Kelly               | Velda-Flandria-Latina | m.t.            |

|   | Cycliste        | Équipe                  | Temps            |
| - | --------------- | ----------------------- | ---------------- |
| 1 | Johan De Muynck | Brooklyn                | 29 h 43 min 34 s |
| 2 | Joop Zoetemelk  | Miko-Mercier-Hutchinson | + 13 s           |
| 3 | Freddy Maertens | Velda-Flandria-Latina   | + 31 s           |

### 7eétape A[7]
14-09-1977: La Garriga – Granollers, 26,0 km (clm) :
| Resultat de la 7e étape A \| \| Cycliste \| Équipe \| Temps \| \| - \| ---------------- \| --------------------- \| ----------- \| \| 1 \| Freddy Maertens \| Velda-Flandria-Latina \| 33 min 58 s \| \| 2 \| Johan De Muynck \| Brooklyn \| + 55 s \| \| 3 \| Miguel Mari Lasa \| Teka \| + 57 s \| |                  |                       |             |
| | Cycliste         | Équipe                | Temps       |
| 1 | Freddy Maertens  | Velda-Flandria-Latina | 33 min 58 s |
| 2 | Johan De Muynck  | Brooklyn              | + 55 s      |
| 3 | Miguel Mari Lasa | Teka                  | + 57 s      |

### 7eétape B[7]
14-09-1977: Granollers – Sitges, 109,8 km :
|   | Cycliste          | Équipe                  | Temps           |
| - | ----------------- | ----------------------- | --------------- |
| 1 | Giuseppe Perletto | Magniflex-Torpado       | 2 h 46 min 46 s |
| 2 | Patrick Busolini  | Miko-Mercier-Hutchinson | m.t.            |
| 3 | Sean Kelly        | Velda-Flandria-Latina   | + 2 s           |

|   | Cycliste        | Équipe                  | Temps            |
| - | --------------- | ----------------------- | ---------------- |
| 1 | Freddy Maertens | Velda-Flandria-Latina   | 33 h 04 min 51 s |
| 2 | Johan De Muynck | Brooklyn                | + 24 s           |
| 3 | Joop Zoetemelk  | Miko-Mercier-Hutchinson | + 1 min 27 s     |

## Classement général
|    | Cycliste                 | Équipe                  | Temps            |
| -- | ------------------------ | ----------------------- | ---------------- |
| 1  | Freddy Maertens          | Velda-Flandria-Latina   | 33 h 04 min 51 s |
| 2  | Johan De Muynck          | Brooklyn                | + 24 s           |
| 3  | Joop Zoetemelk           | Miko-Mercier-Hutchinson | + 1 min 27 s     |
| 4  | Juan Pujol               | Kas                     | + 2 min 19 s     |
| 5  | José Luis Viejo          | Kas                     | + 2 min 37 s     |
| 6  | Enrique Martínez Heredia | Kas                     | + 2 min 39 s     |
| 7  | Manuel Esparza           | Teka                    | + 2 min 53 s     |
| 8  | Francisco Galdós         | Kas                     | + 3 min 14 s     |
| 9  | Alfio Vandi              | Magniflex-Torpado       | + 3 min 30 s     |
| 10 | Pedro Torres             | Teka                    | + 3 min 42 s     |

## Classements annexes
|   | Cycliste        | Équipe                  | Points |
| - | --------------- | ----------------------- | ------ |
| 1 | Manuel Esparza  | Teka                    | 59     |
| 2 | Joop Zoetemelk  | Miko-Mercier-Hutchinson | 49     |
| 3 | Johan De Muynck | Brooklyn                | 37     |

|   | Cycliste                 | Équipe                  | Points |
| - | ------------------------ | ----------------------- | ------ |
| 1 | Enrique Martínez Heredia | Kas                     | 21     |
| 2 | Bernardo Alfonsel        | Teka                    | 16     |
| 3 | Joop Zoetemelk           | Miko-Mercier-Hutchinson | 13     |

|   | Cycliste        | Équipe                | Points |
| - | --------------- | --------------------- | ------ |
| 1 | Freddy Maertens | Velda-Flandria-Latina | 39,5   |
| 2 | Johan De Muynck | Brooklyn              | 35,0   |
| 3 | Sean Kelly      | Velda-Flandria-Latina | 32,5   |

|   | Équipe                  | Pays    | Temps            |
| - | ----------------------- | ------- | ---------------- |
| 1 | Kas                     | Espagne | 99 h 19 min 05 s |
| 2 | Teka                    | Espagne | + 1 min 52 s     |
| 3 | Miko-Mercier-Hutchinson | France  | + 16 min 28 s    |